# One UI
One UI je grafická nadstavba vyvinutá společností Samsung Electronics pro jeho zařízení Android. Navazující na Samsung Experience a Touchwiz, je navržen tak, aby byl dále zefektivněn, se specifickými optimalizacemi usnadňujícími používání chytrých telefonů s velkými obrazovkami jednou rukou. Je také navržen tak, aby byl více vizuálně uklidňující. Pro větší přehlednost jsou některé prvky uživatelského rozhraní vyladěny tak, aby odpovídaly barvám, které jsou založeny na barvě telefonu uživatele. Byl představen na konferenci Samsung pro vývojáře v roce 2018 a poprvé představen v rámci aktualizací firmwaru Samsung na Androidu Pie. Nejnovější verze je One Ui 7 je vydaná 22. ledna 2025 na platformě operačního systému Android 15. Pro starší modely Samsung Galaxy S a Samsung Galaxy Z, byla vydána tato stejnojmenná verze až 7. dubna 2025 s variabilním datem distribuce pro jednotlivé země. Předchozí verze softwaru One Ui 6 byla globálně vydána 30. října 2023.